# Amirtha Kidambi
Amirtha Kidambi (Buffalo, circa 1985) is een Amerikaanse jazzmuzikante. Ze is zangeres en speelt harmonium.

## Biografie
Kindavi groeide op in de San Francisco Bay Area. Ze studeerde klassieke zang aan Loyola Marymount University (Bachelor) en aan CUNY Brooklyn College, waar ze tegenwoordig les geeft. Ze werkt sinds het begin van de 21ste eeuw in de jazz- en improvisatiescene van New York, in projecten met onder meer Brandon Lopez, Max Jaffe, Robert Ashley (Crash, 2016) en Darius Jones (The Oversoul Manual, AUM Fidelity, 2014). Verder speelde ze in de groepen The Sound of Animals Fighting en Chora(s)san Time-Court Mirage (o.a. met Amir El-Saffar). Ze leidt de groep Elder Ones. Ze speelde in de dark folkband Seaven Teares, in Ashcan Orchestra en in het vocale kwartet Elizabeth-Caroline Unit. In haar muziek verbindt ze zang uit Karnataka, vrije improvisatie, experimentele artrock en Nieuwe Muziek. Ze woont in Brooklyn.